# Gradska tržnica u Puli
Gradska tržnica u Puli (njem. Markthalle in Pola, tal. Mercato coperto in Pola), zgrada u Puli 1903. godine izgrađena 1903. godine u modernoj arhitekturi željeza i stakla.
Radovi na izgradnji gradske tržnice započeli su u veljači 1902. godine pod nadzorom arhitekta Pokornog iz poduzeća Jakoba Ludwiga Münza, te Ivančića i Gina Weisa iz gradskoga građevinskog odjela. Spomen-ploča o podizanju gradske tržnice postavljena je 18. listopada 1903., a tržnica je svečano inaugurirana 1. prosinca iste godine. U to vrijeme bio je to jedinstven primjer moderne arhitekture s uporabom mnogo željeza i stakla, a prema projektu inženjera L. Nobisa. Bečka tvrtka Münz utrošila je u izgradnju 250 tisuća kruna. Polukružne željezne konstrukcije proizvedene su u željezari Witkowice. O znamenitosti gradske tržnice svjedoče mnoge razglednice s početka stoljeća koje su tržnicu često nosile kao glavni motiv.
Danas je namjena tržnice jednaka kao i na njezinom početku. U prizemlju se nalazi ribarnica, mesnice, a na katu se nalaze kafići, trgovine i sl.